# Rhodotypos scandens
Rhodotypos scandens ist die einzige Art der Pflanzengattung Rhodotypos und gehört zur Unterfamilie der Spiraeoideae innerhalb der Familie der Rosengewächse (Rosaceae). Sie wird als Zierpflanze verwendet und Weiße Rosenkerrie, Schneekerrie, Kletternde Scheinkerrie, Scheinkerrie oder Kaimanstrauch genannt.

## Beschreibung

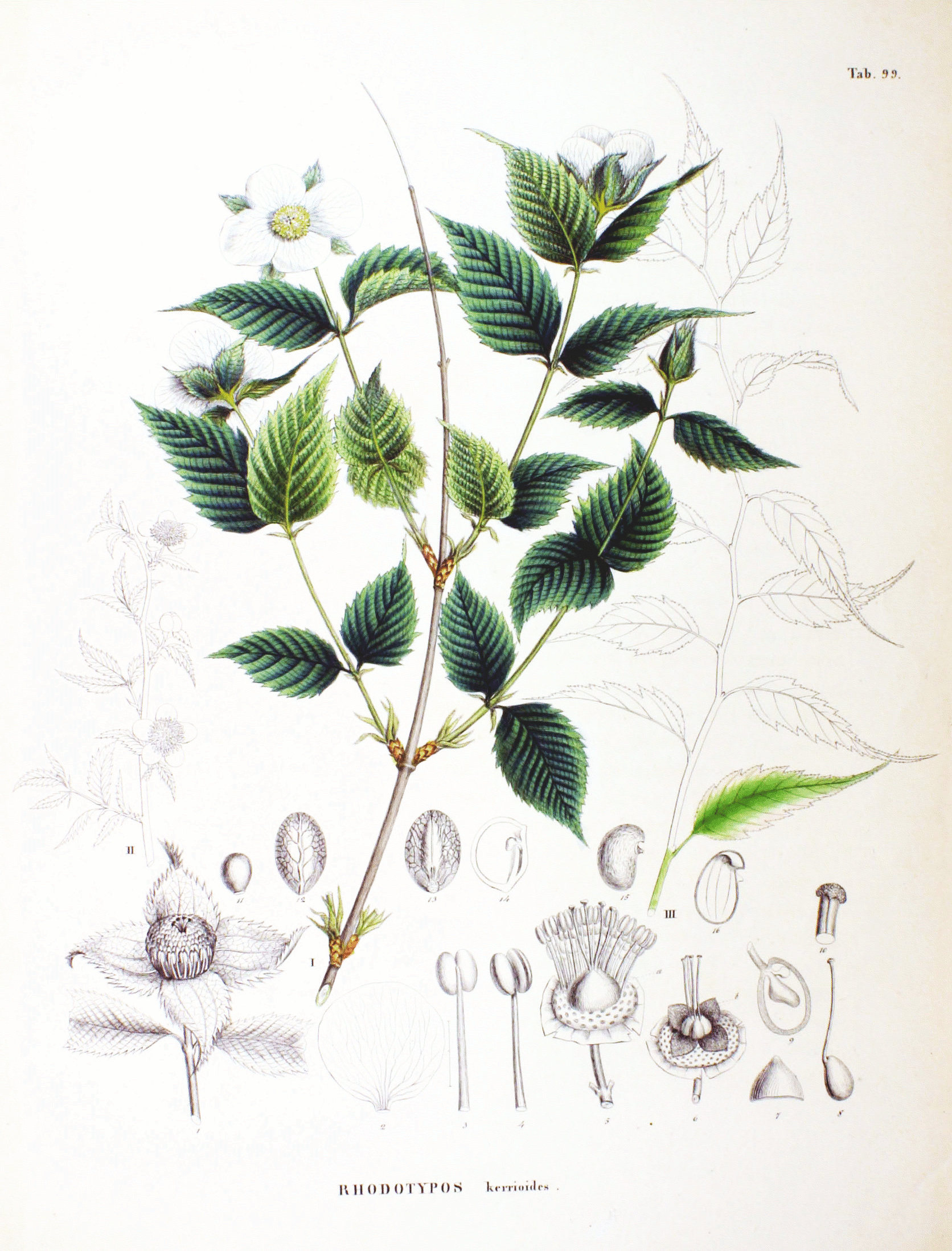
Illustration

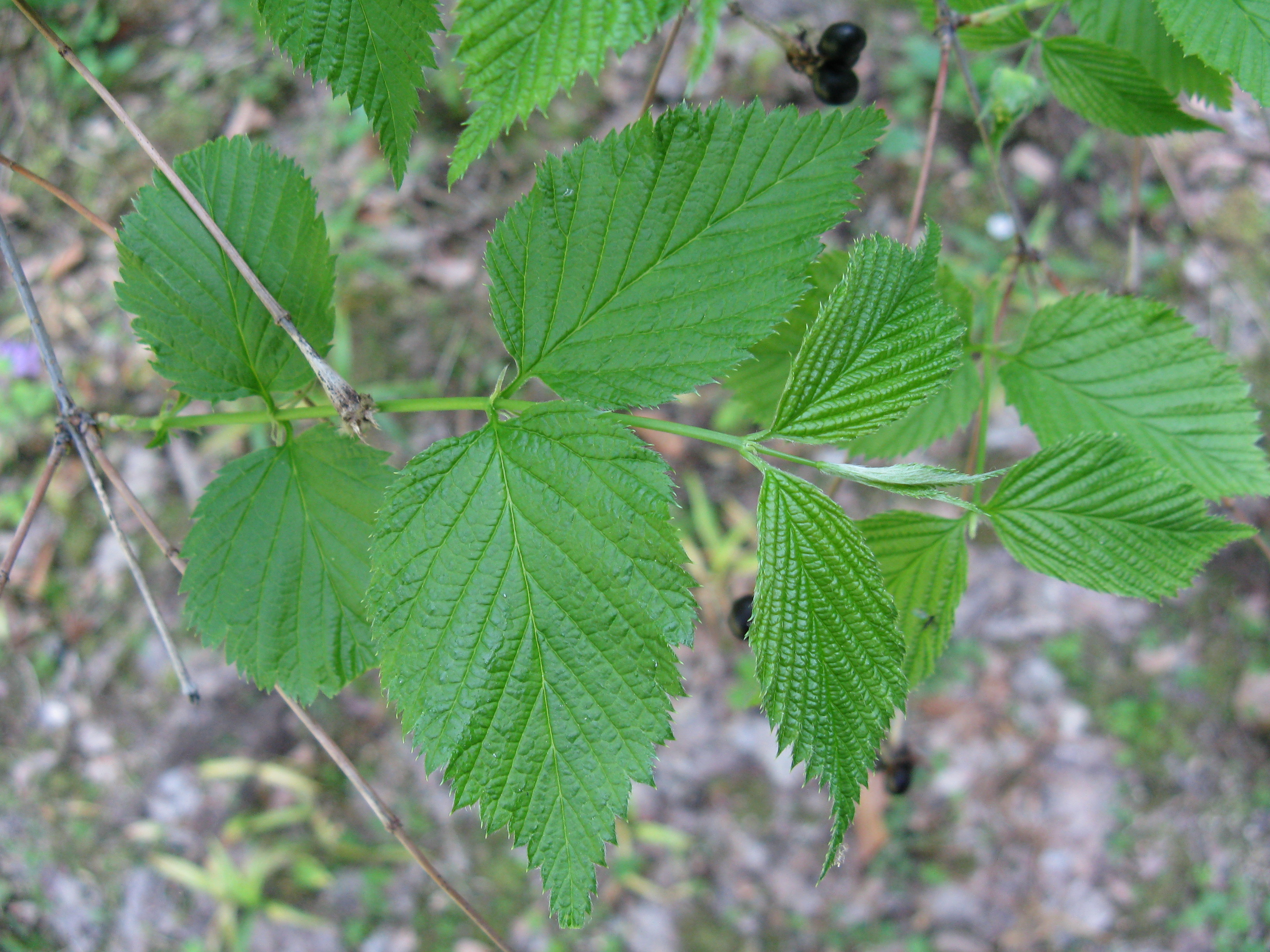
Gegenständige Laubblätter mit doppelt gesägtem Blattrand

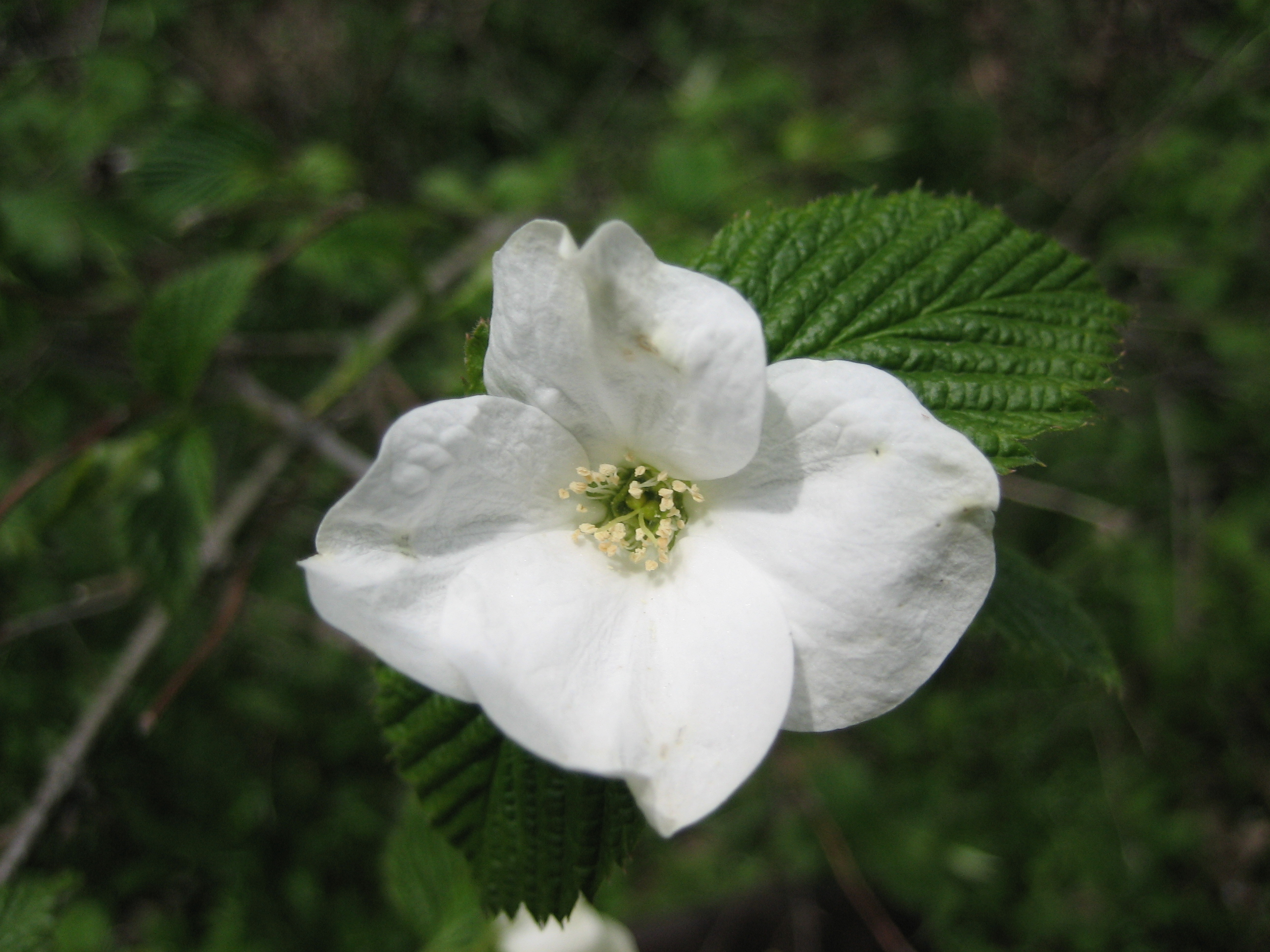
Blüte mit vier weißen Kronblättern und vielen Staubblättern

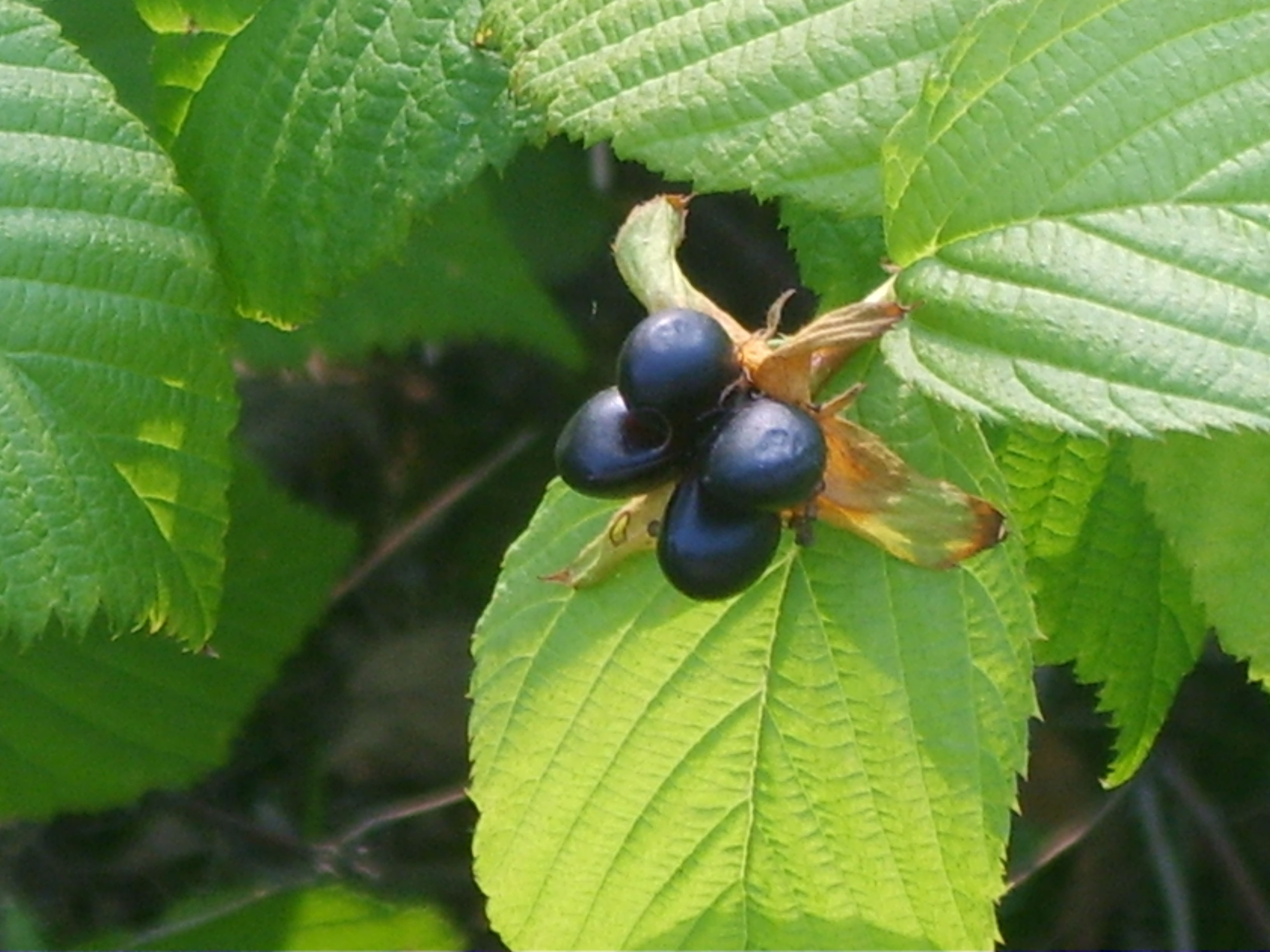
Es stehen meist vier Früchte zusammen.

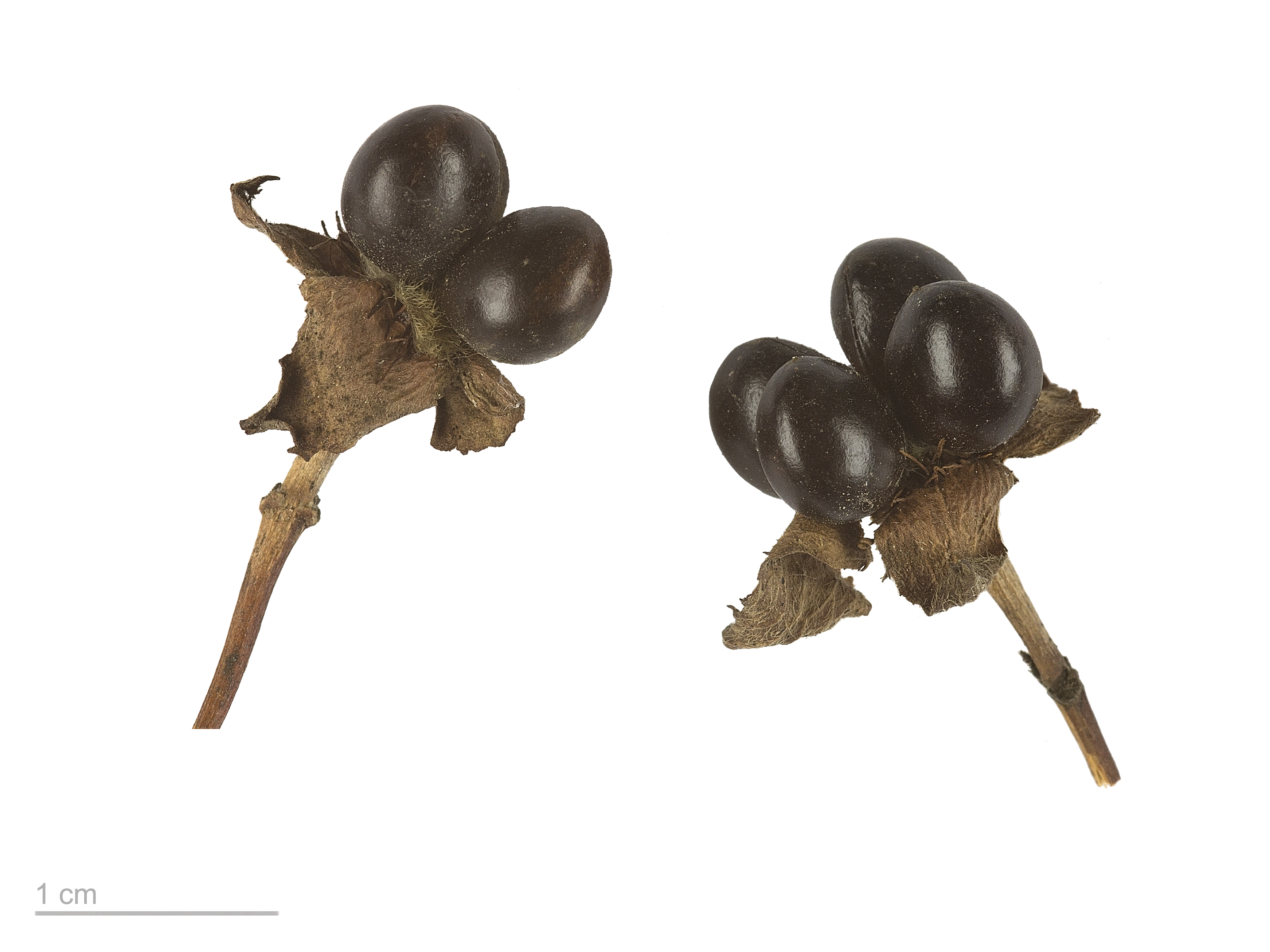
Rhodotypos scandens, Früchte

### Erscheinungsbild und Blatt
Rhodotypos scandens ist ein laubabwerfender Strauch, der Wuchshöhen von meist etwa 0,5 bis 2 (selten bis zu 3) Meter erreicht. Die Rinde der Zweige ist kahl sowie anfangs grün und später braun. Die Knospen besitzen dachziegelartig überlappende Knospenschuppen.
Die gegenständig angeordneten Laubblätter sind in Blattstiel und -spreite gegliedert. Der bei einer Länge von 2 bis 5 mm relativ kurze Blattstiel ist weich behaart. Die einfache Blattspreite ist bei einer Länge von 4 bis 11 cm und einer Breite von 3 bis 6 cm eiförmig mit leicht herzförmiger oder gestutzter bis abgerundeter Spreitenbasis und zugespitztem oberen Ende. Der Blattrand ist scharf doppelt gesägt. Die Blattunterseite ist anfangs seidig behaart, später spärlich weich behaart. Die Blattoberseite ist anfangs weich behaart und später verkahlend. Die früh abfallenden, freien Nebenblätter sind lineal, häutig und weich behaart.

### Blütenstand und Blüte
Die Blütezeit reicht von April bis Mai. An den Spitzen der Zweige stehen die Blüten einzeln. Die zwittrige, radiärsymmetrische, vierzählige Blüte weist einen Durchmesser von 3 bis 5 cm auf mit doppelter Blütenhülle (Perianth). Der Blütenbecher (Hypanthium) ist becherförmig und flach. Vier längliche Nebenkelchblätter stehen zwischen den Kelchblättern und sind 1/5 bis 1/4 solang wie letztere. Die vier laubblattähnlichen Kelchblätter stehen in zwei Paaren, die sich dachziegelartig überdecken und eiförmig-elliptisch mit spitzem oberen Ende sowie im unteren Bereich spärlich seidig behaart. Die Kronblätter stehen den Kelchblättern gegenüber und sind 1/4 bis 1/3 solang wie letztere. Die vier freien, weißen Kronblätter sind kurz genagelt und verkehrt-eiförmig. Die vielen kurzen Staubblätter stehen in mehreren Reihen. Der Blütenbecher wird gekrönt von einem großen, dicken Diskus, der in vier Lappen geteilt ist, die die Fruchtblätter während der Anthese bedecken. Es sind meist vier oberständige Fruchtblätter vorhanden, die jeweils nur zwei hängende Samenanlagen enthalten, von denen eine abstirbt. Die meist vier endständigen sowie dünnen Griffel enden jeweils in einer kopfigen Narbe und überragen die Kronblätter.

### Frucht und Samen
Es stehen ein bis vier Früchte zusammen. Sie sind bei Reife bräunlich-schwarz und bei einer Länge von etwa 8 mm schief ellipsoid. Da das glatte Perikarp trocken ist handelt es sich bei den Früchten um ein „Nuculanium“, das den Steinfrüchten sehr ähnlich ist. Die Früchte reifen in China zwischen Juni und September. Jede Frucht enthält nur einen verkehrt-eiförmigen Samen.

### Chromosomenzahl
Die Chromosomengrundzahl beträgt x = 9, es liegt ein Diploidie vor, also 2n = 18.

## Vorkommen
Rhodotypos scandens kommt in China, Japan (nur westliches Honshu) und Korea vor. In China gedeiht sie in den Provinzen Anhui, Gansu, Henan, Hubei, Jiangsu, Liaoning, Shaanxi, Shandong und Zhejiang in Höhenlagen von 100 bis 800 Metern Meereshöhe.

## Systematik
Die Erstveröffentlichung dieser Art erfolgte 1794 unter dem Namen (Basionym) Corchorus scandens durch Carl Peter Thunberg in Transactions of the Linnean Society of London, 2, S. 335–336. Die Gattung Rhodotypos wurde 1841 durch Philipp Franz von Siebold und Joseph Gerhard Zuccarini in Flora Japonica, 1, S. 187, Tafel 99, Figur 1 mit der Typusart Rhodotypos kerrioides Siebold & Zucc. aufgestellt. Der Name Rhodotypos scandens wurde 1913 durch Makino Tomitarō in Botanical Magazine, Volume 27, Issue 318, S. 126 veröffentlicht. Weitere Synonyme für Rhodotypos scandens (Thunb.) Makino sind: Kerria tetrapetala Siebold und Rhodotypos tetrapetala (Siebold) Makino Rhodotypos scandens ist die einzige Art der Gattung Rhodotypos aus der Tribus Kerriae in der Unterfamilie Spiraeoideae innerhalb der Familie Rosaceae.

## Nutzung
Rhodotypos scandens wird als Zierpflanze verwendet. Sie ist in den gemäßigten Breiten winterhart und gedeiht auf sonnigen bis halbschattigen Standorten.
Es wird von einer Verwendung in der traditionellen chinesischen Medizin berichtet.